# Your Power
Singles de Billie Eilish
Lo Vas a Olvidar
(2021) Lost Cause
(2021)
« Your Power » est une chanson de l'auteure-compositrice-interprète américaine Billie Eilish extraite de son deuxième album studio, Happier Than Ever (2021). Sortie le 29 avril 2021 sous les labels Darkroom et Interscope Records, elle constitue le troisième single de l'album .
Cette musique est une ballade folk, portée par une mélodie à la guitare acoustique. La chanson dénonce l'abus de pouvoir, en particulier celui des hommes qui exploitent les femmes vulnérables. Ses paroles relatent une relation toxique entre une lycéenne et un homme plus âgé, abordant sans détour les thèmes sensibles de la violence domestique, du harcèlement sexuel et de l'agression sexuelle sur mineur . Eilish a co-écrit ce titre avec son frère et producteur, Finneas O'Connell.
Nommée comme l'une des meilleures chansons de 2021 par Variety et The Guardian, « Your Power » a été saluée pour son écriture sans détour, l'impact émotionnel de sa critique des abus et la pertinence de ses paroles dans la société contemporaine. La chanson a été récompensée du prix du Meilleur clip vidéo comportant un message social aux MTV Video Music Awards 2021 . Dès sa première semaine de sortie, la chanson a cumulé 64,2 millions d'écoutes en streaming et s'est vendue à 8 600 de copies numériques à l'échelle mondiale. « Your Power » s'est hissée dans le top 10 de plus de 20 pays, marquant ainsi le cinquième titre d'Eilish à atteindre ce palmarès et son troisième à y débuter directement aux États-Unis. Elle a culminé la 6e place du classement Billboard Global 200, devenant le deuxième single de l'artiste à se classer dans le top 10 de ce palmarès mondial.
Eilish a réalisé le clip vidéo de « Your Power », dévoilé simultanément avec la sortie de la chanson. La vidéo met en scène l'artiste chantant en solitaire dans vallée de Simi tandis qu'un anaconda s'enroule autour d'elle.
La première interprétation live de « Your Power » a eu lieu lors de l'émission The Late Show with Stephen Colbert. Par la suite, Eilish a intégré ce titre dans le programme de son film-concert de 2021 ainsi qu'à sa tournée mondiale 2022-2023 promouvant l'album Happier Than Ever .
Eilish a également interprété « Your Power » pour protester contre l'annulation de l'arrêt Roe v. Wade. Cette décision historique de la Cour suprême des États-Unis a révoqué le statut de l'avortement en tant que droit constitutionnel aux États-unis .

## Contexte et communiqué

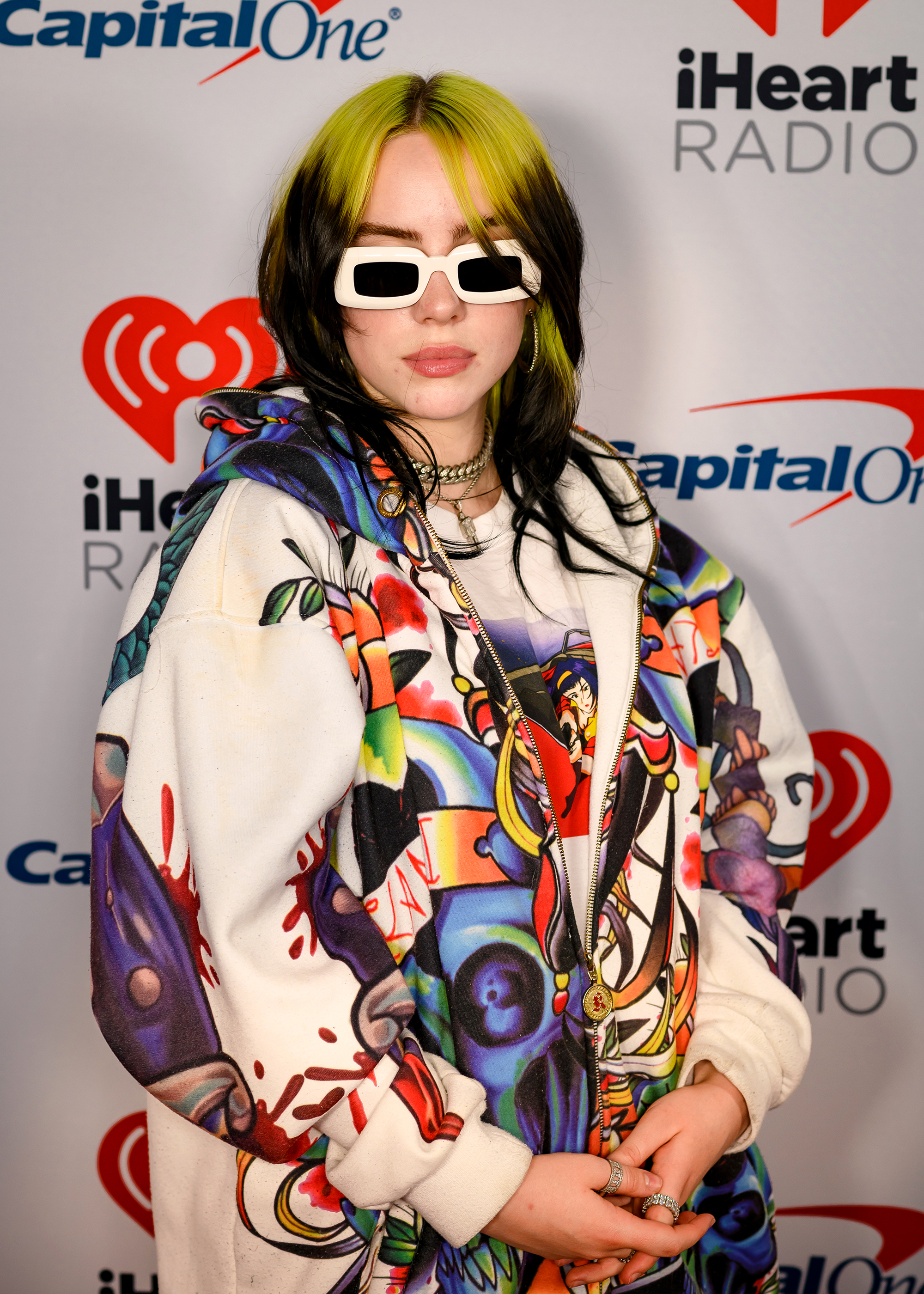
Billie Eilish en 2020, l'année où elle a commencé à travailler sur son deuxième album studio Happier Than Ever (2021).

À l'âge de 18 ans, Billie Eilish a remporté cinq prix lors de la 62e cérémonie annuelle des Grammy Awards qui s'est tenue en 2020. Parmi ces distinctions, figure le prix de l'Album de l'année pour son premier album studio, When We All Fall Asleep, Where Do We Go ? (2019).
Cet album s'est révélé être un véritable phénomène commercial, se hissant au sommet de nombreux classements nationaux et propulsant Eilish sous les feux des projecteurs,. Fort de ce succès, l'artiste a annoncé qu'elle entamerait la production de son deuxième album studio en 2020.
Lors d'une interview accordée à Rolling Stone, elle a déclaré que « presque aucune des chansons de cet album n'est joyeuse ». Les thèmes abordés dans ses paroles explorent les aspects néfastes de la célébrité et les défis auxquels sont confrontées les jeunes femmes dans l'industrie du divertissement, notamment la misogynie, les rapports de force et la violence psychologique,,.
Le 27 avril 2021, Eilish a dévoilé le titre de son album, Happier Than Ever, et a révélé que "Your Power" serait la douzième chanson dans la liste des pistes,.
Un jour après l'annonce, Eilish a publié un extrait de neuf secondes de la chanson sur ses réseaux sociaux, accompagné d'un aperçu de son clip vidéo ., "Your Power" est sorti mondialement le lendemain en tant que single de l'album. Il s'agit du troisième single de Happier Than Ever, succédant aux titres de 2020 « My Future » et « Therefore I Am ». Dans la légende d'un post Instagram accompagnant la sortie, Eilish a confié que c'était l'une de ses compositions préférées, ajoutant que ses paroles franches et confessionnelles la rendaient vulnérable. Elle a poursuivi : « Cette chanson évoque de nombreuses situations différentes que nous avons tous vécues ou dont nous avons été témoins. J'espère qu'elle pourra inspirer le changement. Essayez de ne pas abuser de votre pouvoir. », Darkroom et Interscope Records ont assuré la promotion du titre auprès des stations de radio alternatives et contemporaines aux États-Unis le 4 mai 2021,.
Après la sortie de la chanson, Eilish accordé une interview pour l' édition britannique de Vogue,. Elle y a évoqué les changements considérables survenus dans sa vie depuis son enfance, ainsi que les aspects négatifs de la célébrité et ses difficultés à s'accepter,. Qualifiant « Your Power » de « lettre ouverte aux personnes qui abusent », Eilish a expliqué qu'elle cherchait à aborder la relation entre le harcèlement sexuel et l'image de soi. Pour contextualiser davantage les thèmes de la chanson, elle a révélé avoir été victime d'abus sexuels pendant son enfance :

« Avant, je ne comprenais pas pourquoi l'âge avait de l'importance. Et bien sûr, c'est ce que l'on ressent quand on est jeune, parce qu'on est le plus vieux qu'on ait jamais été. On a l'impression d'être mature et de tout savoir... Les gens oublient qu'on peut grandir et se rendre compte que c'était la merde quand on était plus jeune. »

Lors d'une interview pour BBC 100 Women, Eilish a expliqué la pertinence universelle de « Your Power ». Elle a révélé avoir écrit cette chanson pour aborder les expériences de nombreuses personnes qu'elle avait rencontrées, qui avaient eu du mal à gérer leur influence sur les autres.
Eilish a souligné la complexité du pouvoir, déclarant : « C'est difficile d'avoir du pouvoir, et c'est encore plus difficile quand on n'en a vraiment aucun et qu'on en acquiert soudainement beaucoup. La tentation d'en abuser est forte. ».
Pour illustrer son propos, la chanteuse a partagé une expérience personnelle douloureuse. Elle a évoqué une relation toxique passée avec un homme qu'elle décrit comme physiquement et émotionnellement violent. Avec émotion, elle a confié : « Quand j'écoute cette chanson, je repense à [...] tous les traumatismes qu'il m'a infligés. »

## Musique et paroles
| (audio) | "Your Power" (info) |
| (audio) | "Your Power" présente une production minimaliste composée de guitares acoustiques acompagnées de la voix douce d'Eilish avec des réverbérations |
| (audio) | Des problèmes pour écouter le fichier ? Aidez-moi                                                                                               |
« Your Power » est principalement une ballade folk  — pour Jordan Darville de The Fader, la classe dans le genre folk indie. Sa production minimaliste met l'accent sur la performance vocale d'Eilish ; elle chante dans en falsetto avec un style doux, sa voix bénéficiant d'un effet de  réverbération. Les guitares acoustiques dominent l'instrumentation, marquant une évolution par rapport aux œuvres précédentes d'Eilish. Alexis Petridis du Guardian oppose cette composition acoustique à l'approche de « bande-son électronique du film d'horreur » When We All Fall Asleep, Where Do We Go ? Il suggère également que "Your Power" s'inspire musicalement d'artistes alternatifs tels que Mazzy Star et Lana Del Rey . ont établi des parallèles avec le groupe de soft rock America, de la chanteuse folk indépendante Phoebe Bridgers, et des artistes de la scène musicale de Laurel Canyon en raison de sa production acoustique et de ses paroles introspectives.
La chanson est un appel à la responsabilité, exhortant les individus à cesser d'abuser de leur autorité. Bien que la chanson se concentre principalement sur les hommes exploitant des femmes jeunes et vulnérables,  Eilish a conçu son message pour englober également la protection des jeunes garçons victimes d'abus. « Your Power » explore les thèmes de la violence familiale, du harcèlement sexuel, et de l'agression sexuelle sur mineur.
Le refrain lance un avertissement : « Essayez de ne pas abuser de votre pouvoir. / Je sais que nous n'avons pas choisi de changer / Vous ne voudriez peut-être pas perdre votre pouvoir / Mais l'avoir est si étrange » ; le dernier refrain remplace la dernière ligne par « Mais le pouvoir n'est pas la douleur ».
Les couplets dépeignent une relation d'exploitation entre une lycéenne et un homme plus âgé, qui nuit à sa perception d'elle-même,,. Quatre lignes disent : « Est-ce que cela vous permet de garder le contrôle ? / Pour que tu la gardes dans une cage ? / Et tu jures que tu ne le savais pas / Tu as dit que tu pensais qu'elle avait ton âge. » Eilish demande à l'homme s'il ressent un réel regret de la relation,.
Eilish abandonne momentanément la troisième personne pendant deux lignes pévoquer ses propres expériences d'abus sexuel, révélant comment elle a été conditionnée à se blâmer pour le comportement « diabolique » de son agresseur,. Elle explique que les agresseurs rejettent souvent la faute sur leurs victimes, engendrant chez ces dernières un sentiment de culpabilité et de dégoût de soi. Selon elle, les victimes ne devraient pas se sentir honteuses ou responsables des actes de leurs agresseurs, particulièrement lorsqu'elles sont jeunes et que leur capacité de discernement n'est pas encore pleinement développée,.
« Your Power » aborde également les dynamiques de pouvoir abusives dans les industries de la musique et du cinéma, comme l'illustre le vers : « Vous vous sentirez seulement mal si cela s'avère / Qu'ils tuent votre contrat ». Ellish inciste sur le fait que la chanson ne se limite pas à son expérience personnelle ou à un individu spécifique de l'industrie musicale. Elle met en lumière l'omniprésence de l'abus de pouvoir : « J'aimerais que les gens m'écoutent, plutôt que d'essayer de deviner de qui je parle. [...] On pourrait penser : "C'est parce qu'elle travaille dans l'industrie de la musique"  – non, mec. C'est partout. »,

## Clip musical

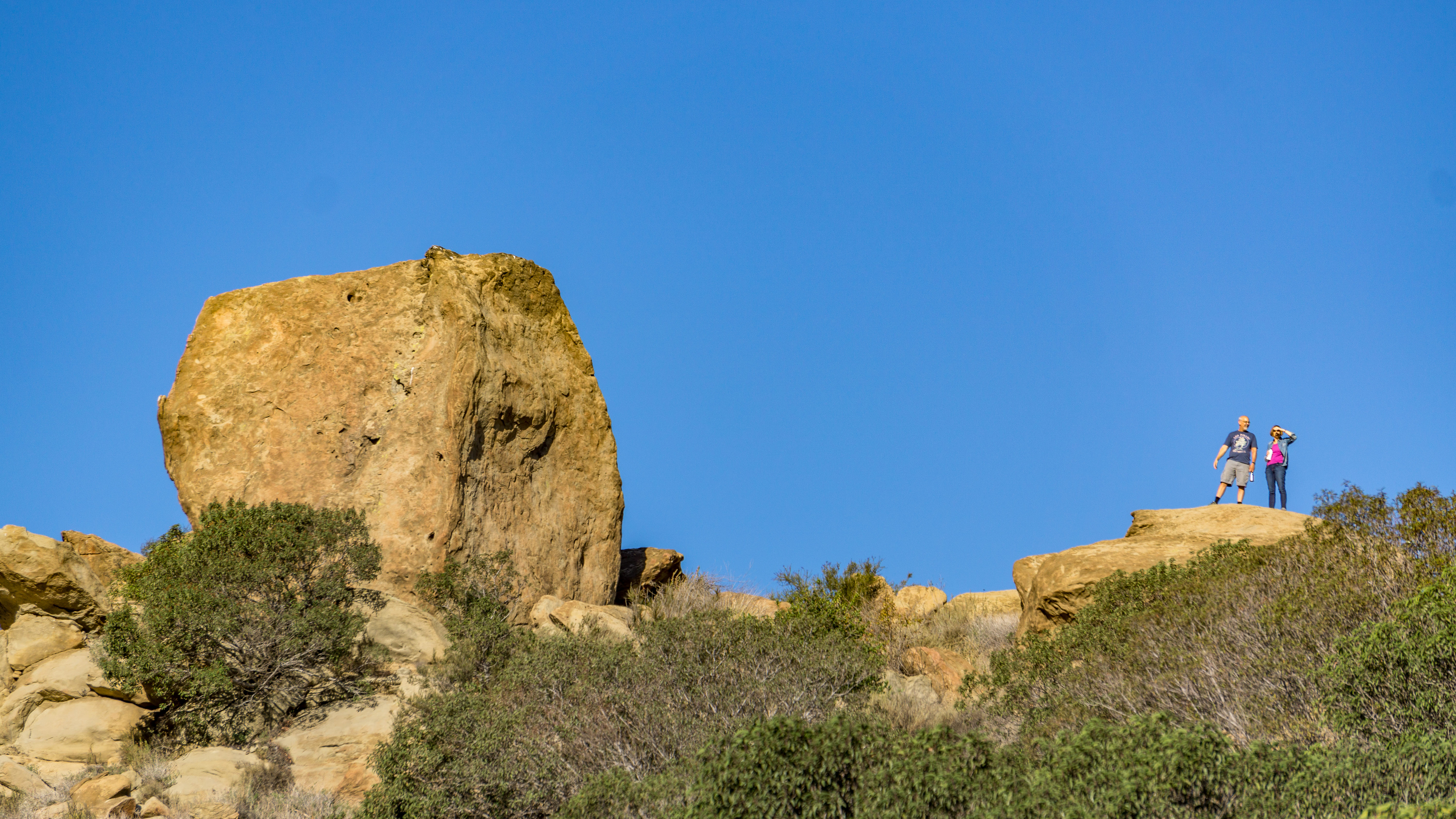
Le clip de « Your Power » se déroule dans les déserts de la vallée de Simi.

Eilish a réalisé le clip vidéo de « Your Power », qui a été diffusé le même jour que la sortie de la chanson. C'était la quatrième fois qu'elle endossait le rôle de réalisatrice pour ses propres clips vidéo. Une semaine après sa sortie, la vidéo avait accumulé plus de 50 millions de vues sur YouTube.
La vidéo, d'une durée de quatre minutes, se déroule dans un décor désertique, plus précisément dans la vallée de Simi en Californie,. On y voit Eilish, seule, chantant les paroles sur le flanc d'une montagne, tandis qu'une caméra de drone effectue un lent zoom sur elle,.
Au fil de la vidéo, un anaconda de 36 kg (80 livres) fait son apparition et s'enroule progressivement autour d'Eilish,. Cette scène coïncide avec les paroles « Est-ce que cela vous permet de garder le contrôle ? / Pour vous de la garder dans une cage ? » Un critique d'Entertainment Tonight a interprété cette séquence comme une métaphore de la nature contraignante de l'autorité mal gérée.
La vidéo se termine avec la caméra effectuant un zoom arrière alors que l'anaconda resserre son emprise autour d'Eilish. L'image passe au noir et la vidéo se termine.
Becky Zhang, journaliste pour le magazine Los Angeles a relevé des similitudes entre les clips vidéo de « Your Power » et de « I'm Not A Girl, Not Yet a Woman » (2002) de Britney Spears . Sur le plan visuel, elle a souligné les points communs suivants : l'utilisation de teintes sépia, de leur cinématographie panoramique et la présence solitaire des artistes tout au long de la vidéo.
Zhang a également mis en parallèles les contextes sociaux dans lesquels ces vidéos ont été produites. Elle affirme qu'Eilish et Spears, toutes deux à la transition entre l'adolescence et l'âge adulte, revendiquent leur autonomie et leur indépendance dans une société marquée par le regard masculin.

## Accueil critique

### Avis
Les critiques musicaux ont salué « Your Power » pour son écriture franche et percutante, soulignant l'impact émotionnel de ses critiques des abus et de la pertinence de ses paroles pour la société contemporaine. 
Jackson Langford, journaliste chez MTV Australia, a loué la « clarté, la concision et l'impossibilité d'interpréter les paroles autrement que prévu ». , soulignant ainsi leur force. Dans leurs critiques quatre étoiles de la chanson, Rhian Daly de NME et Alexis Petridis de The Guardian ont souligné que le contraste entre l'impact du message et sa simplicité rendait les paroles particulièrement mémorables.
Petridis a comparé la nature « factuelle » du refrain à « un rappel de prendre ses clés en sortant », concluant que cette approche directe était intentionnelle, car les personnes en position de pouvoir ne devraient pas avoir besoin qu'on leur rappelle de ne pas abuser de leur autorité,.
Craig Jenkins a écrit dans Vulture : « Elle incarne notre frustration collective face à la nécessité de déplacer des montagnes pour obtenir un minimum de décence. »
D'autres critiques ont souligné que le lyrisme de « Your Power » témoignait des talents d'écriture souvent sous-estimés d'Eilish. Jason Lipshutz de Billboard a notamment affirmé que ces compétences étaient « éclipsées par d'autres aspects de sa célébrité ».
Certains journalistes musicaux ont salué la manière dont Eilish a dépeint les abus comme une expérience universelle, susceptible de toucher n'importe qui à tout moment de sa vie. Ils ont loué les paroles pour leur capacité à mêler anecdotes personnelles, récits d'abus vécus par d'autres, et références politiques aux mécanismes de perpétuation des abus de pouvoir à plus grande échelle. Par exemple, ils ont souligné comment des figures influentes de l'industrie musicale conservent leur position malgré de nombreuses allégations de  harcèlement au travail,,,.
Cette approche a conduit certains critiques à qualifier la chanson « d'histoire d'horreur réelle », l, établissant un parallèle avec les récits fictifs et les sonorités inquiétantes de l'album When We All Fall Asleep, Where Do We Go ? Quinn Moreland de Pitchfork, a notamment déclaré : « Alors que le premier album d'Eilish regorgeait d'images ouvertement effrayantes - langues agrafées, monstres sous les lits, suicides d'adolescents - la réalité présentée dans « Your Power » est profondément plus troublante. »,.
Plusieurs critiques ont placé la chanson dans le contexte du mouvement #MeToo, une initiative sociale lancée par des femmes pour dénoncer et combattre les comportements sexuels inappropriés des hommes en position de pouvoir. Rachel Brodsky d'Uproxx a commentée :  « Des années après la révolution #MeToo de 2017, nous continuons à débattre de la manière dont les riches et les puissants abusent régulièrement de leur autorité. La contribution de Billie à ce dialogue prend la forme d'un morceau délicat qui [...] nous rappelle notre responsabilité collective dans l'amélioration de la situation. »
La production acoustique de la chanson et la performance vocale d'Eilish ont largement été saluées. Les critiques ont souligné l'efficacité du style musical épuré et du chant délicat d'Eilish pour amplifier l'impact émotionnel de ses paroles,,,.
Plusieurs observateurs ont noté que sa voix traduisait de manière palpable sa douleur, sa colère et sa lassitude face à la violence masculine,,. D'autres ont décrit sa voix comme angélique, pure et éthérée, créant un contraste avec les thèmes durs et inconfortables abordés dans la chanson,.
Giselle Au-Nhien Nguyen du Sydney Morning Herald, a souligné l'astuce de cette dissonance : « La transmission de ces sentiments tranchants semble souvent douce, ce qui les rend en quelque sorte encore plus acides ». Petridis, lquant à lui, a expliqué l'efficacité de ce contraste en notant que « l'air glacial » évoqué par Eilish « s'insinue sous votre peau plutôt que de vous frapper de plein fouet ».
Langford et Daly ont soutenu que la simplicité musicale favorise l'engagement des auditeurs dans le récit et les incite à une réflexion critique sur les thèmes abordés. Selon Daly : « En conservant une approche épurée, la chanson vous attire dans un espace intime, où la voix envoûtante de l'artiste vous confronte à des histoires troublantes. Sa forme minimaliste laisse place à la réflexion, son message résonnant bien après la fin du morceau - un message sur lequel nous devrions tous méditer attentivement. »

### Distinctions
Les critiques ont nommé « Your Power » l'une des meilleures chansons de la discographie d'Eilish . Brodsky, écrivant pour Uproxx, l'a classé comme sa quatrième meilleure chanson en 2021, tandis que les membres du personnel de Rolling Stone l'ont classé en troisième position en 2022. Les magazines Consequence, NME et Langford de MTV Australia ont tous classé la chanson dans leur top 15.  « Your Power » a également été salué comme l'une des meilleures chansons de 2021 dans plusieurs publications:
- Billboard : 80e sur 100 [25]
- Consequence : 19e sur 50 [75]
- Variety : 17e sur 50 [62]
- Slate : top 40 non classé[76]
- Stuff : top 11 non classé[77]
- The Guardian : 7e sur 20[64].

Ann Powers de NPR a considéré la chanson comme l'une des « ballades les plus émouvantes sorties [en 2021] ».
« Your Power » a reçu des éloges pour ses thèmes lyriques et a été récompensé par le prix Meilleur clip vidéo comportant un message social aux MTV Video Music Awards (VMA) 2021 et un autre prix du même nom aux MTV Europe Music Awards 2021
Lors de son discours aux VMA, Eilish a attiré l'attention sur les droits des femmes, se démarquant comme l'une des rares artistes à aborder des sujets politiques contemporains lors de la cérémonie. Son message appelait à « protéger nos jeunes femmes à tout prix » et rappelait l'importance de ne jamais abuser du pouvoir que chacun détient.
La chanson a également été nommée pour la meilleure réalisation aux VMA 2021, ainsi que pour les meilleures paroles aux iHeartRadio Music Awards 2022.

## Performance commerciale
Au cours de sa première semaine, "Your Power" a fait une entrée dans le classement américain Billboard Hot 100 atteignant directement la 10e place. Cette performance a été renforcée par environ 22,2 millions de streams, une audience radio d'environ 9,6 millions et prés 4 500 copies numériques vendues.
"Your Power" est la cinquième chanson d'Eilish à intégrer le top 10 et son troisième lancement dans le top 10 aux États-Unis. De plus, c'est le troisième single consécutif de Happier Than Ever à atteindre le top 10 du Billboard Hot 100.
Mondialement, "Your Power" a cumulé environ 8 600 ventes numériques et 64,2 millions de streams au cours de sa première semaine. Permis ces chiffres, environ 42,7 millions de streams et 4 000 ventes numériques provenaient de l'extérieur des États-Unis.
Ces performance ont propulsé « Your Power » à la 6e place du Billboard Global 200 et la 5e place du Billboard Global Excl. U.S. . Ce succès offre à Eilish son deuxième top 10 dans les deux classements après « Therefore I Am », qui avait atteint la deuxième place dans les deux palmarès,.
Les auditeurs britanniques ont écouté « Your Power » 2,1 millions de fois au cours de la première moitié de sa semaine de sortie, propulsant le titre au rang de chanson la plus populaire du pays sur cette période et le plaçant en bonne position pour un début dans le top 10. À la fin de la semaine, il est devenu la meilleure nouvelle entrée dans le UK Singles Chart . Débutant à la cinquième place, « Your Power » est devenu la septième chanson d'Eilish  a intégrer dans le top 10 au Royaume-Uni.
En Australie, la chanson a marqué sa douzième entrée dans le top 10 ; dans le classement des singles publié par l' Australian Recording Industry Association (ARIA), "Your Power" a débuté directement à sa position la plus élevée, la neuvième place.
La semaine suivante, la chanson avait été diffusée à plus de 150 millions de fois à l'échelle mondiale. Elle a dominé le classement national des singles en Lituanie et a atteint le top 10 dans plus d'une douzaine d'autres pays à travers le monde. En décembre 2021, Billboard a classé « Your Power » à la huitième position de sa liste des plus grandes chansons du Billboard Hot 100.
En avril 2024, la chanson a été certifié disque d'or par la British Phonographic Industry (BPI)  et certifié platine par l'Australian Recording Industry Association (ARIA).

## Représentations

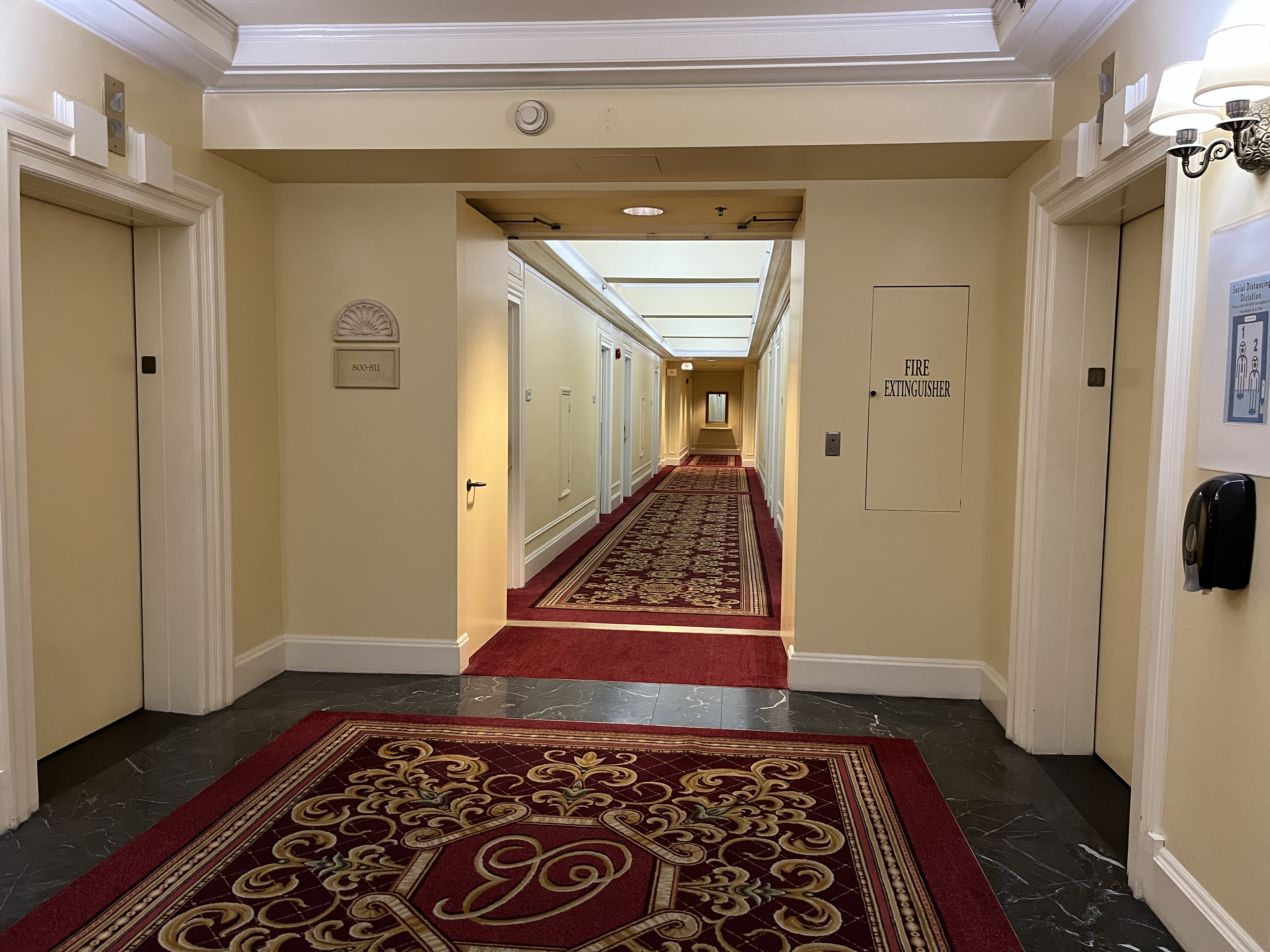
La représentation officielle de « Your Power » a été filmée dans un couloir de l' hôtel Biltmore de Los Angeles, choisi pour son esthétique proche du vieux Hollywood.

Le 11 mai 2021, Eilish a fait sa première apparition au Late Show with Stephen Colbert pour interpréter en direct son titre « Your Power ». Comme dans le clip, elle a choisi un décor désertique pour sa prestation. Son frère, Finneas O'Connell, l'accompagnait à la guitare acoustique et aux chœurs,,.
Cette interprétation a été suivie, le 18 juillet 2021, par une performance live pour Vevo, diffusé en avant-première sur YouTube. Réalisée par Kyle Goldberg, cette vidéo en plan-séquence se déroule dans un couloir étroit aux murs entièrement drapés.
Eilish espérait renforcer les histoires présentes dans les chansons de Happier Than Ever à travers des médias visuels, en utilisant la performance live de « Your Power » comme une opportunité pour le faire. La vidéo a été tournée à l' hôtel Biltmore de Los Angeles, choisi pour son esthétique proche du vieux Hollywood qu'elle envisageait pour l'album. Ce lieu a été sélectionné pour évoquer visuellement le sentiment de transition vers l'âge adulte, l'un des thèmes principaux de Happier Than Ever .
Pour atteindre cet objectif, Eilish a soigneusement sélectionné les palettes de couleurs pour la scénographie, influencée par ses perceptions synesthésiques de l'album. Les rideaux de la vidéo sont orange, juxtaposés à l'intérieur doré de l'hôtel.

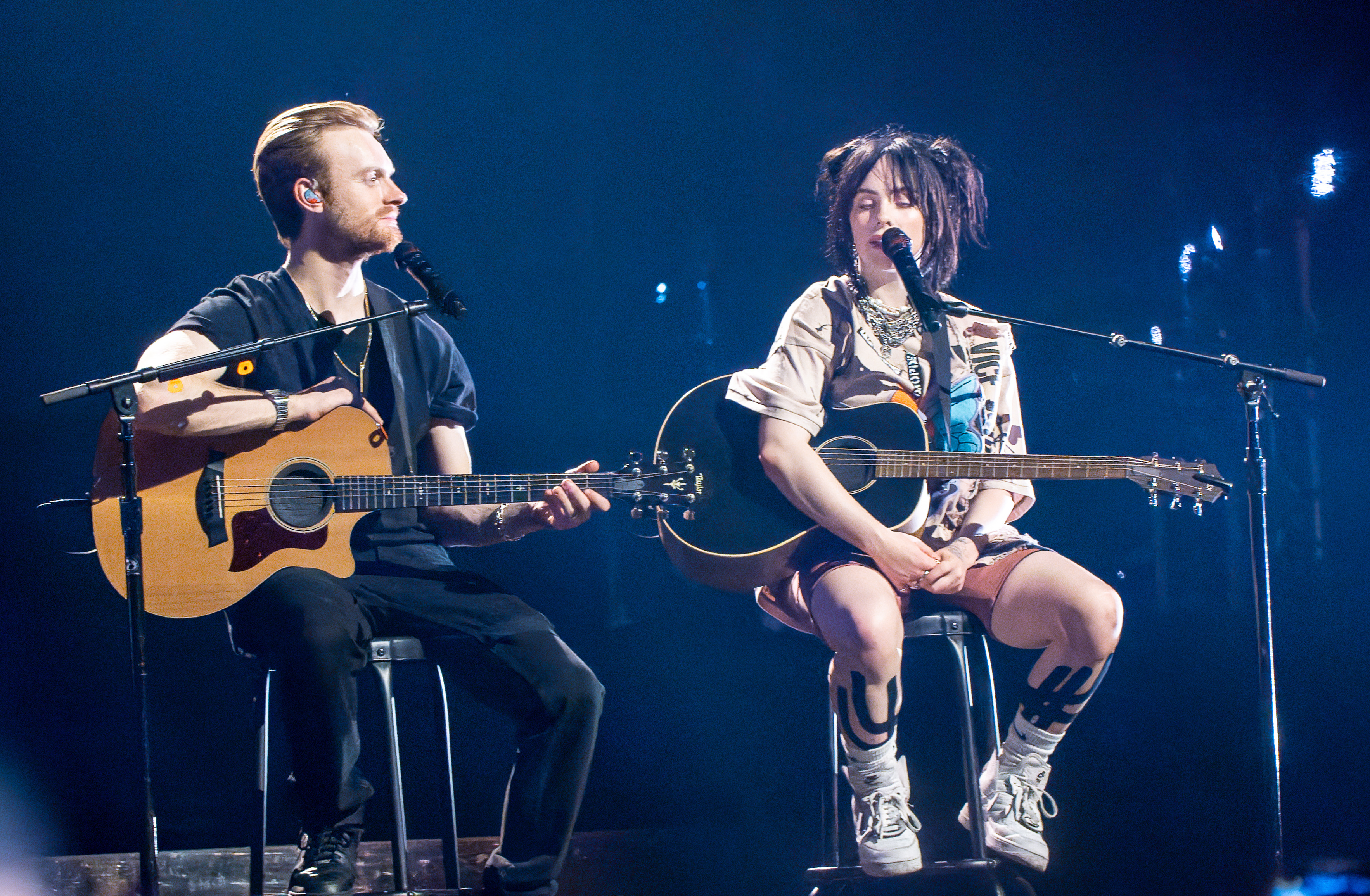
Eilish et Finneas ont interprété « Your Power » lors de l'interlude acoustique d' une tournée mondiale 2022-2023 en soutien à Happier Than Ever, jouant de la guitare tout en étant assis au centre de la scène.

Après la sortie de l'album, Eilish a interprété « Your Power » dans Happier Than Ever: A Love Letter to Los Angeles, un film de concert diffusé en exclusivité sur Disney+ le 3 septembre 2021. Elle l'a ensuite intégré à la setlist de sa tournée mondiale 2022-2023 en soutien à l'album Happier Than Ever.
Lors de ses concerts, Eilish utilisait « Your Power » comme un interlude au milieu du spectacle. Elle s'asseyait avec Finneas pour interpréter ensemble la chanson, accompagnés d'une guitare acoustique. "Your Power" a également été présentée lors de plusieurs festivals de musique où Eilish était tête d'affiche. Parmi ces événements, on peut citer : Life Is Beautiful en 2021, Coachella et Glastonbury en 2022,, et Lollapalooza et Reading Festival en 2023,.
Eilish a également utilisé les performances live de la chanson pour exprimer ses opinions sur des causes politiques. En collaboration avec Finneas, elle a interprété "Your Power" pour manifester sa solidarité envers le peuple ukrainien déplacé en raison de l'invasion russe de 2022 . Cette action s'inscrivait dans le cadre de sa participation au mouvement mondial « Stand Up for Ukraine » sur les réseaux sociaux,.
Lors du festival de Glastonbury la même année, Eilish a choisi d'interprété "Your Power" pour protester contre l'annulation de l'arrêt Roe v. Wade par la Cour suprême des États-Unis. Cette décision historique a eu pour conséquence de supprimer le statut de l'avortement en tant que droit constitutionnel aux États-Unis,.
S'exprimant sur cette décision controversée, Eilish a déclaré : « Aujourd'hui est vraiment un jour très sombre pour les femmes aux États-Unis. Je vais simplement dire cela, car je ne peux plus supporter d'y penser en ce moment. »

## Crédits et personnel
Les crédits sont adaptés de Tidal.
- Billie Eilish O'Connell – chant, composition, ingénierie vocale
- Finneas O'Connell – production, composition, ingénierie, arrangements vocaux, guitare acoustique, programmation de batterie, percussions, basse synthétique, synthétiseur
- Dave Kutch – mastering
- Rob Kinelski – mixage
- Casey Cuayo – assistante mixage
- Omar Sheliby – assistant de production, écriture de chansons.
- Eli Heisler – assistant mixage